# Cameron Reynolds
Cameron Reynolds (nascido em 7 de fevereiro de 1995) é um jogador de basquete do Houston Rockets da National Basketball Association (NBA).
Ele jogou basquete universitário na Universidade Tulane mas não foi selecionado no Draft da NBA de 2018. Antes de chegar aos Bucks/Herd, ele jogou pelo Stockton Kings e pelo Minnesota Timberwolves.

## Carreira profissional

### Stockton Kings (2018–2019)
Depois de não ser selecionado no Draft da NBA de 2018, Reynolds assinou com o Stockton Kings da NBA G League.
Em 33 jogos, ele teve uma média de 16,0 pontos, 4.2 rebotes e 1.2 assistências em 28.0 minutos.

### Minnesota Timberwolves (2019)
Reynolds assinou um contrato de 10 dias com o Minnesota Timberwolves em 27 de fevereiro de 2019.
Ele estreou na NBA em 3 de março de 2019, marcando dois pontos em dois minutos de jogo em uma derrota por 121-135 para o Washington Wizards.
Em 15 de março de 2019, Reynolds assinou um contrato de vários anos com os Timberwolves, mas mais tarde foi dispensado em 28 de junho de 2019.

### Milwaukee Bucks / Wisconsin Herd (2019 – 2020)
Reynolds assinou um contrato de mão dupla com o Milwaukee Bucks em 26 de julho de 2019. No acordo, ele dividiu o tempo entre os Bucks e seu afiliado da NBA G League, o Wisconsin Herd.

## Estatísticas

### NBA

#### Temporada regular
| Ano      | Equipe    | PJ | MPJ  | AP   | 3P   | LL   | RT  | AS | BR | TO | PPJ |
| -------- | --------- | -- | ---- | ---- | ---- | ---- | --- | -- | -- | -- | --- |
| 2018–19  | Minnesota | 19 | 13.6 | .423 | .412 | .889 | 1.6 | .7 | .3 | .1 | 5.0 |
| Carreira | Carreira  | 19 | 13.6 | .423 | .412 | .889 | 1.6 | .7 | .3 | .1 | 5.0 |

### G-League
| Ano      | Equipe   | PJ | MPJ  | AP   | 3P   | LL   | RT  | AS  | BR  | TO  | PPJ | PTS  |
| -------- | -------- | -- | ---- | ---- | ---- | ---- | --- | --- | --- | --- | --- | ---- |
| 2018-19  | STK      | 33 | 28.0 | .462 | .419 | .780 | 4.2 | 1.2 | 0.8 | 0.4 | 2.1 | 16.0 |
| 2019-20  | WIS      | 38 | 30.8 | .402 | .344 | .667 | 5.1 | 1.4 | 0.6 | 0.3 | 2.1 | 14.4 |
| Carreira | Carreira | 71 | 29.5 | .429 | .379 | .731 | 4.7 | 1.3 | 0.7 | 0.3 | 2.1 | 15.2 |

Fonte: